# Piattaforma di ghiaccio Filchner-Ronne

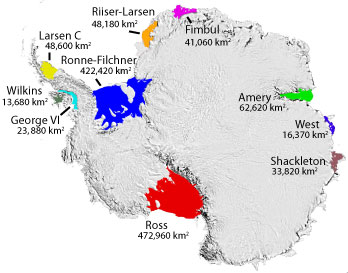
Le maggiori piattaforme glaciali antartiche.

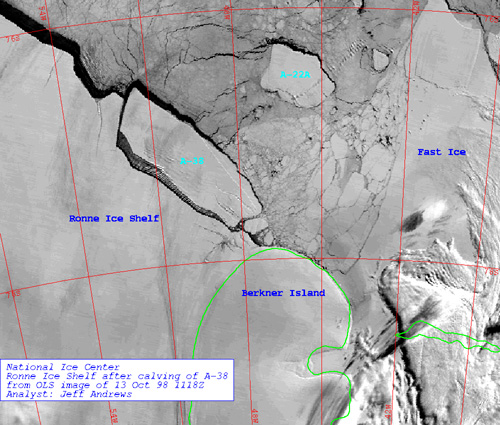
Il distacco dell'iceberg A-38 dalla piattaforma Ronne.

La rottura dell'iceberg A38-B.

La rottura della banchisa attorno alla piattaforma Ronne-Filchner, gennaio 2010.

La piattaforma di ghiaccio Filchner-Ronne (79°00′S 40°00′W), conosciuta anche come piattaforma di ghiaccio Ronne-Filchner, è una piattaforma glaciale che costeggia il mare di Weddell, in Antartide.

## Descrizione
La parte della piattaforma che si affaccia sul mare è divisa in due parti dall'isola Berkner. La parte orientale è chiamata Filchner (79°00′S 40°00′W) mentre la più vasta parte occidentale è chiamata Ronne (78°30′S 61°00′W). L'intera piattaforma ha una superficie di circa 425.000 km², il che la rende la seconda più estesa dopo la piattaforma glaciale Ross. Grazie al flusso di ghiaccio proveniente dall'entroterra, la struttura è sempre in crescita. Di volta in volta, quando lo sforzo di taglio supera la resistenza del ghiaccio, questo cede e parte della piattaforma si stacca dando così vita ad un iceberg.
La piattaforma Ronne, la regione più vasta della Filchner-Ronne, è delimitata ad ovest dalla base della penisola Antartica (la Terra di Palmer e la Terra di Ellsworth). Durante due sorvoli, nel novembre e nel dicembre 1947, il comandante Finn Rønne, USNR, a capo della Spedizione antartica di ricerca Ronne (RARE) nel 1947-48, scoprì e fotografò quella che era la parte settentrionale della piattaforma e la chiamò piattaforma glaciale Lassiter battezzando inoltre con il nome di Terra di Edith Ronne il territorio che presumeva si trovasse a sud di essa. Nel 1957-58, la squadra dello US-IGY stanziata alla Stazione Ellsworth, al comando del capitano Ronne, scoprì che la piattaforma glaciale era più estesa di quanto supposto precedentemente, si estendeva infatti molto più a sud, in quello che si pensava essere il suolo della Terra di Edith Ronne. Poiché il nome Lassiter, in onore del Capitano James Lassiter, era già stato assegnato ad una costa della Terra di Palmer, il Comitato consultivo dei nomi antartici (US-ACAN) approvò per questa grande piattaforma il nome di piattaforma glaciale Ronne come riconoscimento a chi per primo l'aveva avvistata ed esplorata ed alla squadra da lui comandata. La struttura è quindi stata così chiamata in onore di Edith Ronne, moglie di Finn Ronne e membro della RARE.
La piattaforma Filchner, la regione più piccola della Filchner-Ronne è delimitata ad ovest dall'isola Berkner e ad est dalla Terra di Coats. La parte orientale di questa piattaforma fu scoperta nel gennaio del 1912 dalla spedizione Filchner, una spedizione di ricerca tedesca comandata da Wilhelm Filchner. Filchner battezzò la formazione in onore dell'imperatore tedesco Guglielmo II, ma questi disse invece che la piattaforma doveva essere battezzata prendendo il nome dal proprio scopritore. La struttura è alimentata da tre ghiacciai, tutti situati nella parte orientale dell'isola Berkner, il ghiacciaio Slessor, il Recovery ed il Support Force.

## Distacchi
Nell'ottobre del 1998, un iceberg delle dimensioni del Delaware, lungo 150 km e largo 50, poi ribattezzato A-38, si staccò dalla piattaforma Filchner-Ronne e per poi spezzarsi in tre parti. Un altro iceberg altrettanto grande (167 km di lunghezza e 32 di larghezza), poi ribattezzato A-43, si staccò dalla struttura nel maggio del 2000 e la sua disintegrazione portò, nel novembre del 2006, a quello che fu il primo avvistamento di iceberg nei pressi della Nuova Zelanda dal 1931. 
Un gran numero di piccoli iceberg, il più grande dei quali misurava circa 1000 m in lunghezza, fu avvistato a sud est dell'Isola del Sud ed uno di essi arrivò così vicino alla costa da poter essere visibile dalle colline sopra la città di Dunedin. Essendo arrivati fino lì, gli iceberg erano andati lentamente alla deriva verso nord est per cinque anni e mezzo e per 13.500 km. Dal 12 al 13 gennaio 2010, un'area della banchisa più grande del Rhode Island si staccò dal Ronne-Filchner e si spezzettò in diversi pezzi più piccoli. Il MODIS a bordo dei satelliti Aqua e Terra della NASA immortalò questo evento in una serie di immagini.

## Studio
Il ghiaccio della piattaforma Filchner-Ronne arriva ad essere spesso anche 600 m ed il fondale sotto di essa arriva a toccare, nel suo punto più basso, i 1.400 m di profondità.
Nel 1973, al fine di studiare la piattaforma, fu lanciato il The international Filchner-Ronne Ice Shelf Programme (FRISP).
Secondo uno studio pubblicato sulla rivista Nature nel 2012 e condotto da ricercatori dell'Istituto Alfred Wegener per la ricerca marina e polare finanziati dal programma Ice2Sea, una gran parte delle piattaforme glaciali antartiche, per un totale di 450.000 km², è destinata a sparire entro la fine del secolo, e ciò potrebbe portare all'innalzamento del livello del mare di 4,4 mm ogni anno solo a causa di questo scioglimento.